# Valerianella costata
Valerianella costata är en kaprifolväxtart som först beskrevs av Christian von Steven, och fick sitt nu gällande namn av Ernst Friedrich Betcke. Valerianella costata ingår i släktet klynnen, och familjen kaprifolväxter. Inga underarter finns listade i Catalogue of Life.